# Zdeno Vaculík
Zdeno Vaculík (* 10. srpna 1955, Dobrá Voda) je bývalý československý motocyklový závodník, reprezentant v ploché dráze. Jeho synem je plochodrážní závodník Martin Vaculík.

## Závodní kariéra
V Mistrovství Československa jednotlivců startoval v letech 1980-1985, nejlépe skončil v roce 1984 na 10. místě. V Mistrovství Československa juniorů v roce 1975 skončil na 2. místě. V kvalifikačních závodech mistrovství světa jednotlivců se nejlépe umístil v roce 1981 na 11. místě v kontinentálním čtvrtfinále.

## Mistrovství Československa jednotlivců na klasické ploché dráze
- 1980 – 18. místo
- 1981 – 19. místo
- 1982 – 17. místo
- 1983 – 14. místo
- 1984 – 10. místo
- 1985 – 17. místo